# 先安县
先安县（越南语：／）是越南广宁省下辖的一个县。

## 地理
先安县东北接平辽县和潭河县；西接谅山省定立县；西南接𠀧扯县；南接锦普市和云屯县。

## 历史
属明时期，先安县为新安府靖安州新安县。后黎朝改为新安州，隶安邦承宣海东府。后避黎敬宗讳，改为先安州，隶安广处。阮朝明命十二年（1831年），安广处改为广安省，海东府分设为山定府和海宁府，先安州初隶山定府，后改隶海宁府。法属时期，殖民政府新设海宁省，先安州划归新省。后析置平辽州和定立帮佐，锦普煤区划归横蒲县。
1948年3月25日，北越政府改州为县，先安州改为先安县。
1963年10月30日，鸿广区与海宁省合并为广宁省，先安县随之划归广宁省管辖。
1965年11月6日，东五社析置东海社，海浪社我𠀧村和先浪社炉灰村划归先安市镇管辖。
2006年6月12日，大翊社析置大城社。
2019年12月17日，大城社并入大翊社。

## 行政区划
先安县下辖1市镇10社，县莅先安市镇。
- 先安市镇（Thị trấn Tiên Yên）
- 大翊社（Xã Đại Dực）
- 田舍社（Xã Điền Xá）
- 东海社（Xã Đông Hải）
- 东五社（Xã Đông Ngũ）
- 同雷社（Xã Đồng Rui）
- 河娄社（Xã Hà Lâu）
- 海浪社（Xã Hải Lạng）
- 丰裕社（Xã Phong Dụ）
- 先浪社（Xã Tiên Lãng）
- 安滩社（Xã Yên Than）